# Rintje Ritsma
Rintje Ritsma (n. 13 aprilie 1970, Lemmer⁠(d), Lemsterland, Provincia Frizia, Țările de Jos) este un pilot de curse ce a reprezentat Regatul Țărilor de Jos, medaliat olimpic. A participat la 5 ediții ale Jocurilor Olimpice (1992, 1994, 1998, 2002, 2006) în care a câștigat două medalii de argint și 4 medalii de bronz.